# Guido Castoldi
Guido Castoldi (fl. XX secolo) è stato un calciatore italiano, di ruolo difensore.

## Carriera
Con il Legnano disputa 6 gare nel campionato di Prima Divisione 1925-1926. Sono 10 le partite disputate nella stagione Prima Divisione 1926-1927 sempre con i lilla. Nella stagione 1927-1928 ha giocato con il Fanfulla.